# Horní Olešnice
Horní Olešnice là một làng thuộc huyện Trutnov, vùng Královéhradecký, Cộng hòa Séc.